# Oenothera rigirubata
Oenothera rigirubata är en dunörtsväxtart som beskrevs av Otto Renner, Gutte och Rostanski. Oenothera rigirubata ingår i släktet nattljussläktet, och familjen dunörtsväxter. Inga underarter finns listade i Catalogue of Life.